# Herrnhut (Victoria)
Herrnhut war eine deutsche Gemeinde im heutigen Verwaltungsgebiet Southern Grampians Shire im Südwesten des australischen Bundesstaats Victoria. Verschiedenen Veröffentlichungen zufolge gilt sie als erste Kommune auf der Basis der sogenannten Principles of shared property and fervent prayer (gemeinsames Eigentum und Gebet) auf dem australischen Kontinent.

## Geschichte
Im Jahre 1852 führte der aus Posen stammende deutsche Auswanderer und Prediger Johann Friedrich Krummnow (1811–1880) eine Gruppe deutscher Migranten an, die gemeinsam in der Nähe von Mount Rouse etwa fünf Kilometer nordwestlich von Penshurst 1584 Acres Land kaufte. Die Kosten beliefen sich auf ein Pfund pro Acre. Krummnow, inzwischen naturalisierter britischer Staatsbürger, wickelte den Kauf ab.
Da sich die Siedler, obwohl nicht offiziell mit dieser Konfession verbunden, der Herrnhuter Brüdergemeine nahe fühlten, wählte man Herrnhut als Namen für die Siedlung in Anlehnung an die gleichnamige ostsächsische Stadt. Die Einwohner errichteten eine Reihe von steinernen Gebäuden, darunter eine Kirche, deren Baukosten sich auf 1800 Pfund beliefen, ein Haus für Krummnow, eine Gemeinschaftsküche und einen Schlafsaal. Es entstanden des Weiteren eine Mühle, ein Steinbruch und mehrere Dämme. Außerdem kam es auf dem Gelände zur Anlage von mehreren Feldern, eines Gartens und eines Weinbergs. Es wurden vorrangig Schafe, aber auch Rinder und Pferde gehalten. Mit den nicht zum Leben benötigten überschüssigen Erzeugnissen betrieb die Kommune Handel, wodurch die Siedlung zunächst florierte und einige Jahre recht erfolgreich war.
Herrnhut war offenherzig für Arme und Bedürftige. Sie schützte und unterstützte die eingeborene Bevölkerung. Bis zu dreihundert Aborigines fanden zeitweise in Herrnhut Unterkunft, die auf den Ländereien Kängurus jagen durften. Eine weitere Bedingung war, dass sie in der Gemeinde mitarbeiteten und beteten.
Da Krummnow, trotz gemeinschaftlichen Erwerbs der Ländereien, in den Grundstücksurkunden aber als alleiniger Eigentümer eingetragen war und er sich in der Folgezeit weigerte, dies zu ändern, kam es bald zum Streit in der Siedlung. Einige Siedler verließen daraufhin die Gemeinschaft, andere blieben angesichts von Alternativen oder waren vom Ziel des Projekts überzeugt.

## Niedergang
Ärger mit benachbarten Lutheranern gab es, nachdem Krummnows Truppe eine Herde mit 200 Queensland-Rindern gekauft hatte. Die Tiere wurden mit Galopp und Hundegebell zur Siedlung geführt. Das Vieh war fast fett und der Stress hatte zur Folge, dass die ganze Herde bis zum Morgen gestorben war. Der Verlust dieser Aktion betrug 2000 Pfund. Ein finanzieller Schlag, der die Kommune in hohe Schulden stürzte und von dem sich Herrnhut und Krummnow nie wieder erholten.
In den 1870er Jahren kam die Kommune in erhebliche wirtschaftliche Schwierigkeiten. Es wurde beschlossen, eine Gruppe Emigranten um die selbsternannte Prophetin Maria Heller († 1909) aufzunehmen. Die aus Liegnitz in Niederschlesien stammende Maria Heller, eigentlich Dorothea Ernestine Heller, hatte Anfang 1875 eine ähnliche Gemeinde wie Herrnhut in Hills Plain bei Benalla, Victoria, gegründet. Diese Gemeinde war allerdings bereits im ersten Jahr gescheitert. Acht ihrer Mitglieder, darunter auch Kinder, starben an der Hungersnot. Krummnow bot an, Hellers Leute nach Herrnhut zu bringen, was er dann auch am Jahresende mittels zweier Wagenkonvois tat. Krummnow hatte sich bereit erklärt, „alle ihre Schulden zu bezahlen und ihre Angelegenheiten zu regeln, unter der Bedingung, dass sie sich seiner Gemeinde anschlossen und in den Schoss seiner Kirche eintreten würden“.
Einige Berichte beschreiben Heller als eine wilde Frau, die von einem unausgeglichenen Temperament besessen war. Ihre Anhänger brachten bald Unruhe und Unzufriedenheit in die strenge Herrnhuter Gemeinschaft. Im August 1876 wurde die Heller schließlich auf Grund einer Beschwerde eines Herrnhuter Bewohners von der Polizei als „gefährliche Wahnsinnige, welche unter religiöser Manie leidet“, verhaftet. Es ging ein tiefer Riss durch die Gemeinschaften der alten und der neuen Siedler. Noch im selben Jahr verließen Heller und ihre Anhänger Herrnhut. Sie ließen sich im unweit entfernten Hochkirch, heute Tarrington, nieder, wo Heller ihren Anhänger Ernst Scholz heiratete.
Krummnow soll sich niemals ganz von Hellers Ablehnung seines Glaubens erholt haben. Er verbrachte seine verbleibenden Tage unter dem Einfluss von Alkohol und starb wenige Jahre später am 3. Oktober 1880.

## Auflösung der Gemeinde
Die verbliebenen Mitglieder versuchten nach Krummnows Tod, die Gemeinde noch einige Jahre weiterzuführen, scheiterten aber mit ihrem Vorhaben. Letztlich erwies sich aber, dass Krummnow seinen Nachlass zu Lebzeiten nie ordentlich geregelt hatte, so dass die verbliebenen Bewohner der Kommune gerichtlich um ihren Verbleib auf dem Gelände kämpfen mussten. 
Nach fast 50-Jährigem Bestehen der Kommune wurde im Jahre 1897 das Gemeinschaftseigentum von Herrnhut in mehrere Parzellen aufgeteilt und verkauft. Es entstanden mehrere kleine Bauernhöfe. Die Kirche wurde verkauft und schließlich abgerissen. Bei Sylvan Grove wurde sie dann als Scheune wiedererrichtet.
Die Gebäude des Ortes verfielen später. Wie historische Fotografien bezeugen, einige von ihnen blieben aber bis mindestens in die 1930er Jahre erhalten. In der Gegenwart sind von Herrnhut nur noch einige Ruinen zu sehen. Sie gelten heute als historische Zeugnisse jener Epoche. Einige Reste sind Krummnows Haus zuzuordnen, andere dem einstigen Gemeinschaftsschlafsaal. Des Weiteren sind auch noch die Spuren der sich einst hier befindlichen Kirche und des angrenzenden Friedhofs zu finden.
Eine weitere deutsche Gründung in der Umgebung war das inzwischen ebenfalls niedergangene Gnadenthal, welches etwa zwei Kilometer südlich gelegen war. Das etwa 16 Kilometer nordwestlich gelegene Tarrington wurde 1853 von aus der Oberlausitz stammenden Sorben zunächst mit dem sorbischen Namen Bukecy (deutsch: Hochkirch) gegründet.